# Casuarina cristata
Casuarina cristata là một loài thực vật có hoa trong họ Casuarinaceae. Loài này được Miq. mô tả khoa học đầu tiên năm 1848.

## Hình ảnh

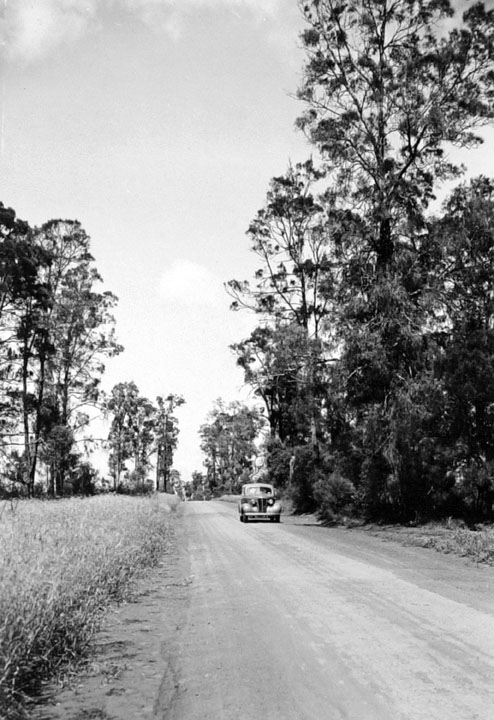